# ČSD E 458.1 sorozat
A ČSD E 458.1 sorozat, majd ČD 111 sorozat egy Bo'Bo' tengelyelrendezésű csehszlovák villamostolatómozdony-sorozat. A prototípus 1979-ben készült el, a sorozatgyártás 1981 és 1982 között zajlott. Összesen 35 darab készült a sorozatból.

## Képgaléria

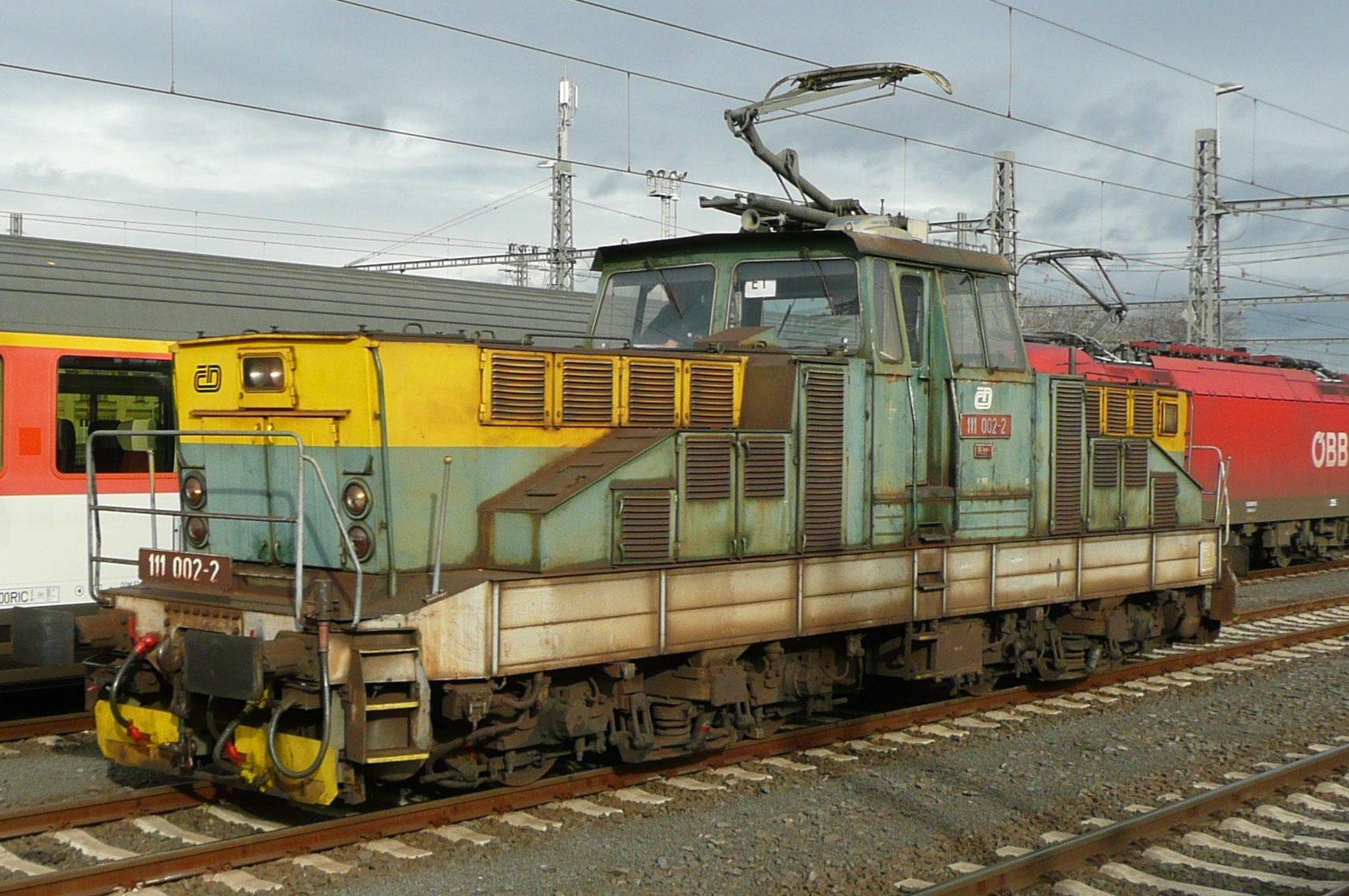
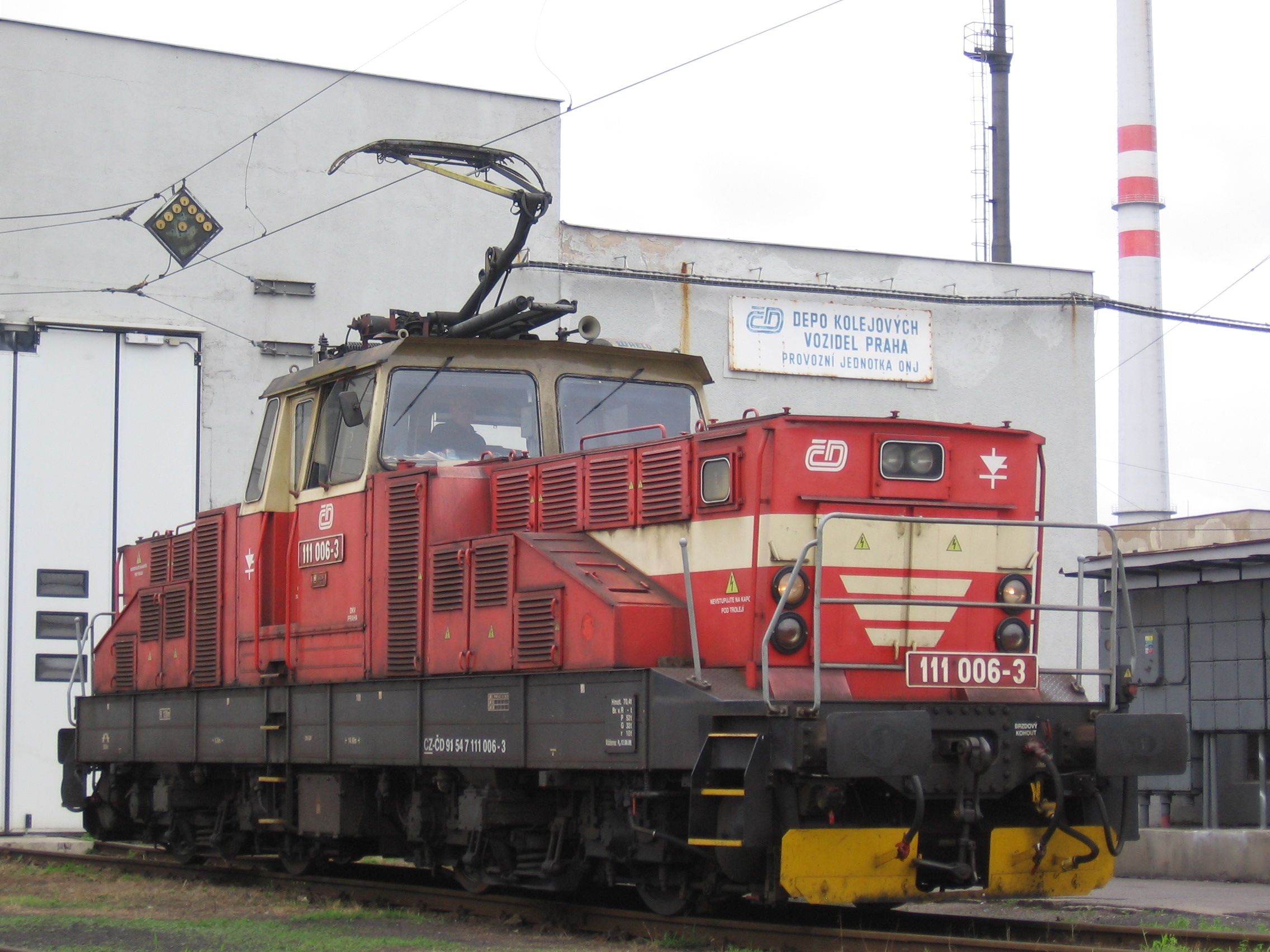
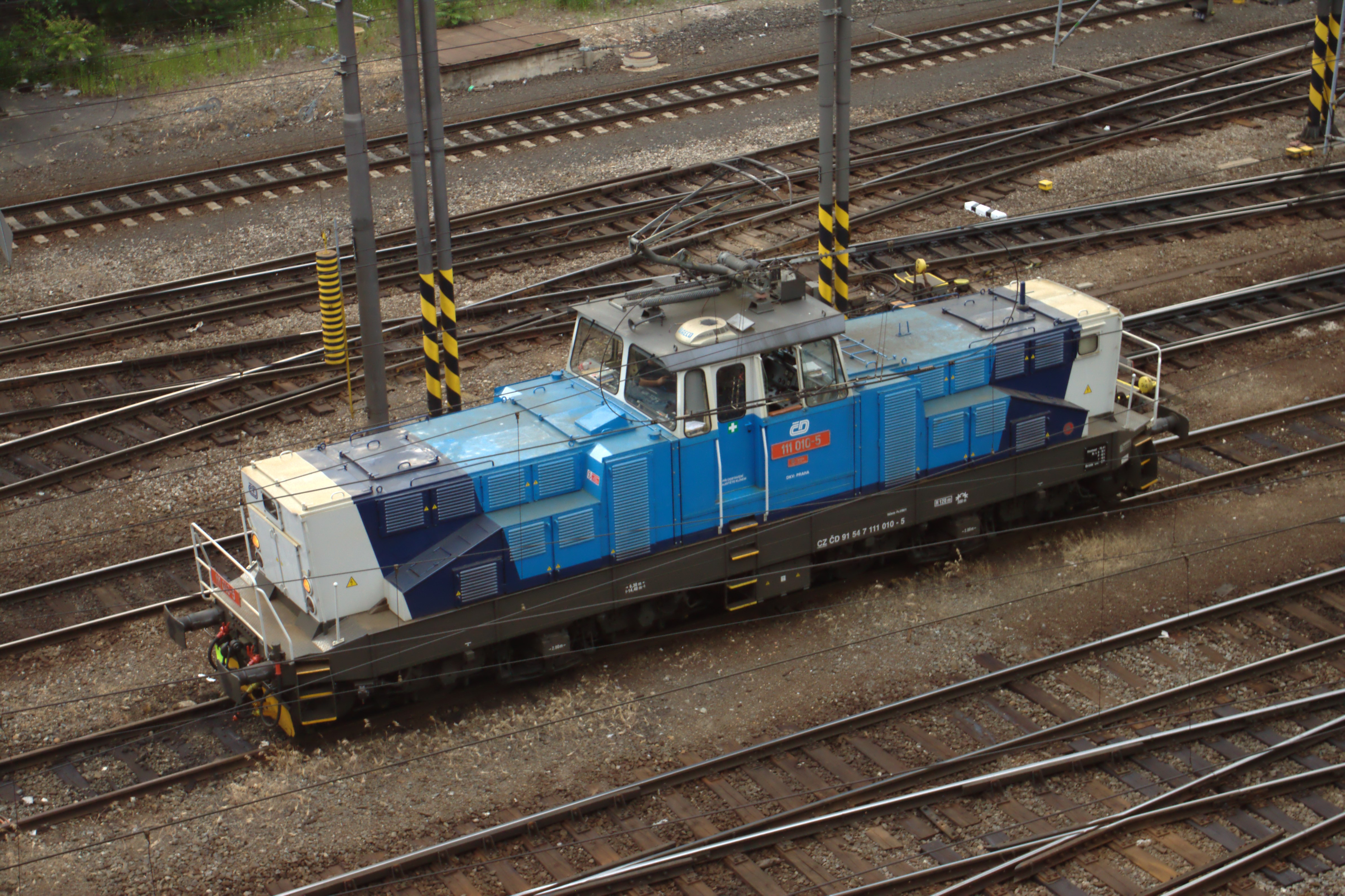
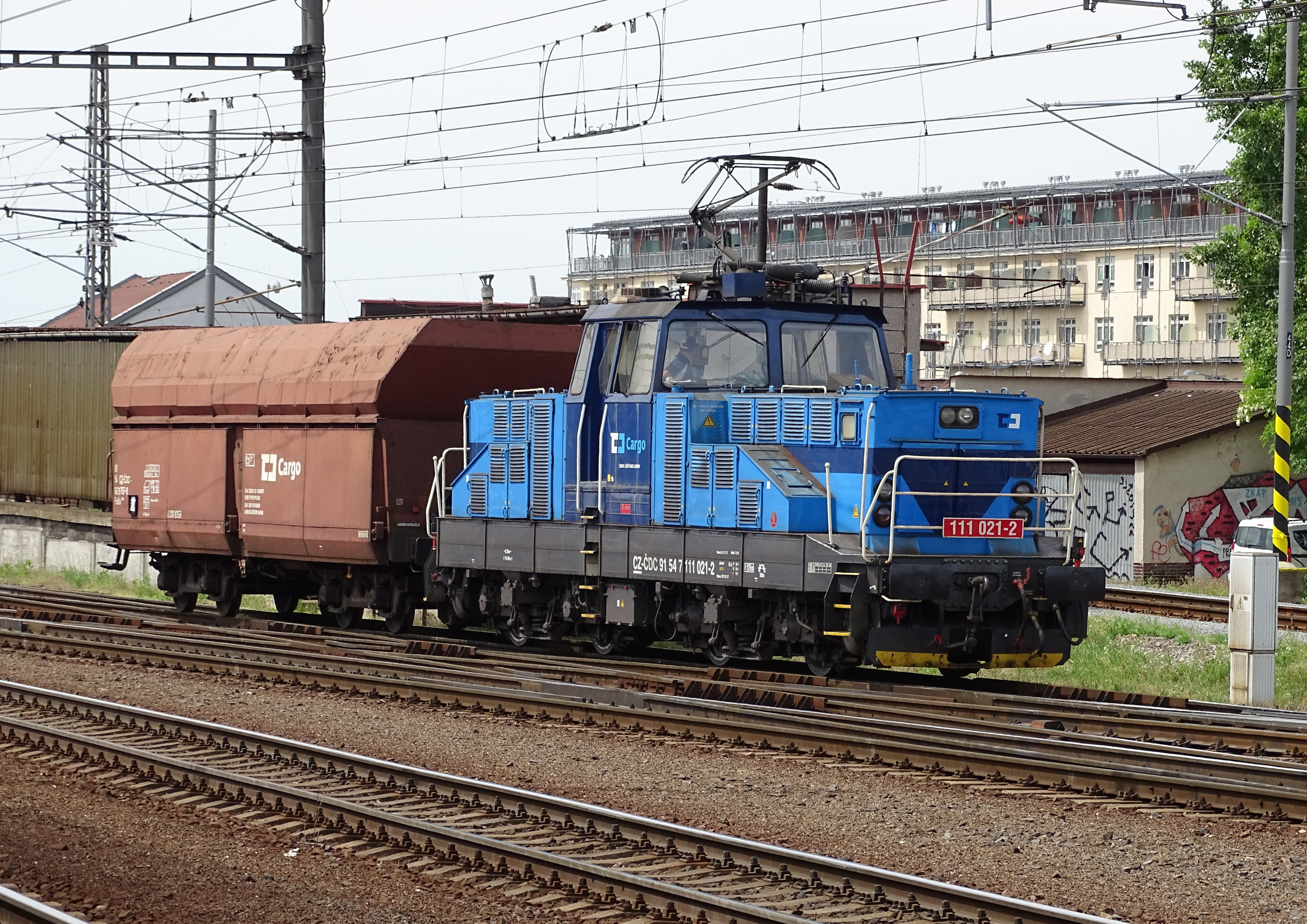
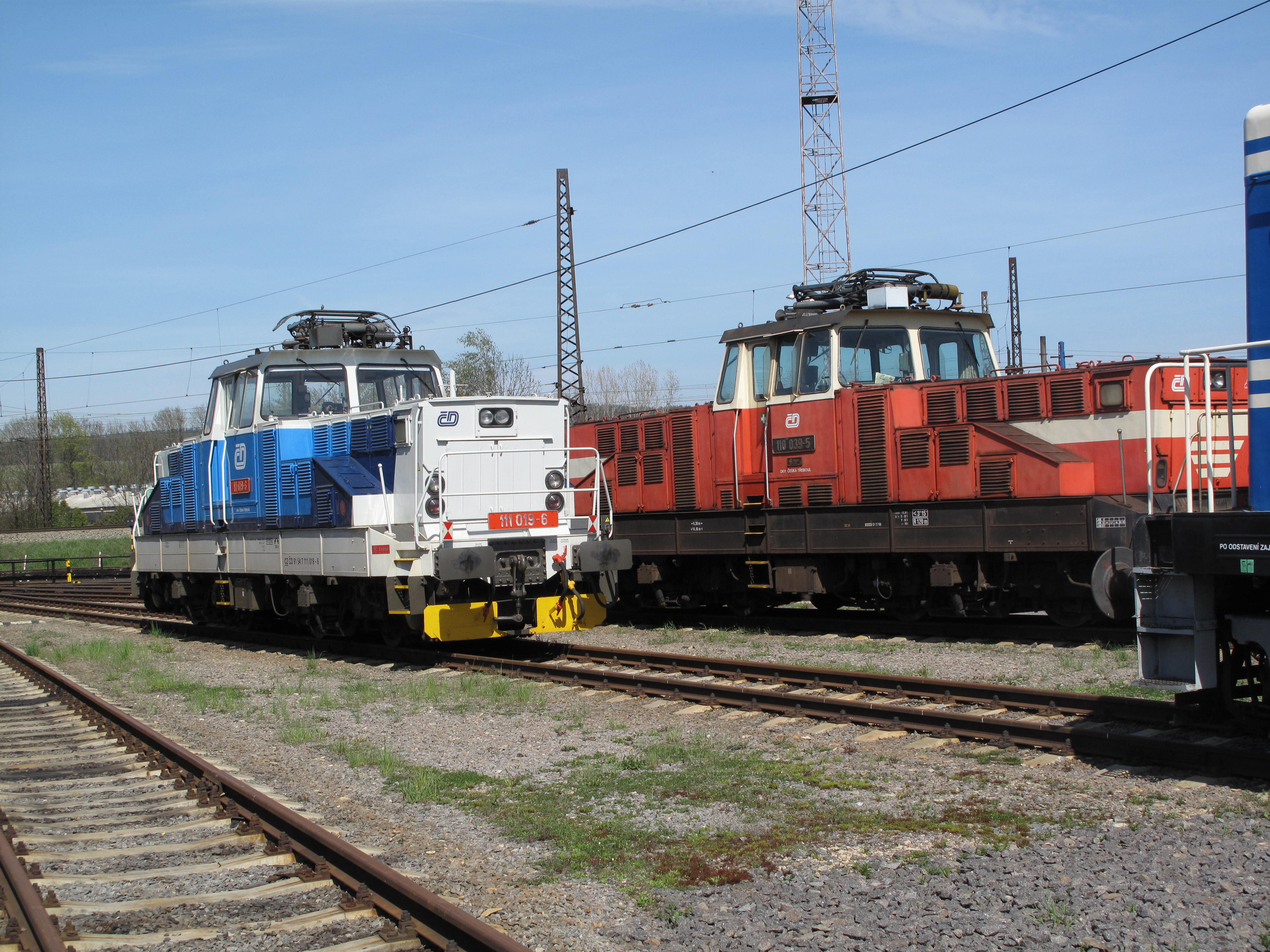